# Distretti di Panama
I distretti di Panama (distritos) costituiscono la suddivisione territoriale di secondo livello del Paese, dopo le province (e le comarche ad esse equiordinate); si articolano a loro volta in comuni (corregimientos).

## Lista
Provincia di Bocas del Toro
| Mappa | Distretto                    | Capoluogo       | Popolazione (2010) | Superficie (km²) |
| ----- | ---------------------------- | --------------- | ------------------ | ---------------- |
|       | Distretto di Almirante       | Almirante       |                    |                  |
|       | Distretto di Bocas del Toro  | Bocas del Toro  | 16 135             | 399              |
|       | Distretto di Changuinola     | Changuinola     | 98 310             | 3 995            |
|       | Distretto di Chiriquí Grande | Chiriquí Grande | 11 016             | 207              |

Provincia di Chiriquí
| Mappa | Distretto                  | Capoluogo        | Popolazione (2010) | Superficie (km²) |
| ----- | -------------------------- | ---------------- | ------------------ | ---------------- |
|       | Distretto di Alanje        | Alanje           | 16 508             | 447              |
|       | Distretto di Barú          | Puerto Armuelles | 55 775             | 589              |
|       | Distretto di Boquerón      | Boquerón         | 15 029             | 282              |
|       | Distretto di Boquete       | Bajo Boquete     | 21 370             | 489              |
|       | Distretto di Bugaba        | La Concepción    | 78 209             | 884              |
|       | Distretto di David         | David            | 144 858            | 870              |
|       | Distretto di Dolega        | Dolega           | 25 102             | 249              |
|       | Distretto di Gualaca       | Gualaca          | 9 750              | 626              |
|       | Distretto di Remedios      | Remedios         | 4 052              | 168              |
|       | Distretto di Renacimiento  | Río Sereno       | 20 524             | 428              |
|       | Distretto di San Félix     | Las Lajas        | 6 304              | 220              |
|       | Distretto di San Lorenzo   | Horconcitos      | 7 507              | 738              |
|       | Distretto di Tierras Altas | Volcán           |                    |                  |
|       | Distretto di Tolé          | Tolé             | 11 885             | 488              |

Provincia di Coclé
| Mappa | Distretto               | Capoluogo  | Popolazione (2010) | Superficie (km²) |
| ----- | ----------------------- | ---------- | ------------------ | ---------------- |
|       | Distretto di Aguadulce  | Aguadulce  | 43 360             | 466              |
|       | Distretto di Antón      | Antón      | 54 632             | 749              |
|       | Distretto di La Pintada | La Pintada | 25 639             | 1 024            |
|       | Distretto di Natá       | Natá       | 18 465             | 608              |
|       | Distretto di Olá        | Olá        | 5 875              | 381              |
|       | Distretto di Penonomé   | Penonomé   | 85 737             | 1 700            |

Provincia di Colón
| Mappa | Distretto                 | Capoluogo          | Popolazione (2010) | Superficie (km²) |
| ----- | ------------------------- | ------------------ | ------------------ | ---------------- |
|       | Distretto di Chagres      | Nuevo Chagres      | 10 003             | 446              |
|       | Distretto di Colón        | Colón              | 206 553            | 1 505            |
|       | Distretto di Donoso       | Miguel de la Borda | 12 810             | 1 817            |
|       | Distretto di Portobelo    | Portobelo          | 9 126              | 394              |
|       | Distretto di Santa Isabel | Santa Isabel       | 3 436              | 729              |

Provincia di Darién
| Mappa | Distretto                  | Capoluogo              | Popolazione (2010) | Superficie (km²) |
| ----- | -------------------------- | ---------------------- | ------------------ | ---------------- |
|       | Distretto di Chepigana     | La Palma               | 30 110             | 7 309            |
|       | Distretto di Pinogana      | El Real de Santa María | 18 268             | 4 557            |
|       | Kuna de Wargandí (comarca) | -                      | 1 914              | 956              |

Provincia di Herrera
| Mappa | Distretto                | Capoluogo   | Popolazione (2010) | Superficie (km²) |
| ----- | ------------------------ | ----------- | ------------------ | ---------------- |
|       | Distretto di Chitré      | Chitré      | 50 684             | 91               |
|       | Distretto di Las Minas   | Las Minas   | 7 551              | 437              |
|       | Distretto di Los Pozos   | Los Pozos   | 7 478              | 383              |
|       | Distretto di Ocú         | Ocú         | 15 539             | 625              |
|       | Distretto di Parita      | Parita      | 8 885              | 364              |
|       | Distretto di Pesé        | Pesé        | 12 397             | 284              |
|       | Distretto di Santa María | Santa María | 7 421              | 158              |

Provincia di Los Santos
| Mappa | Distretto               | Capoluogo              | Popolazione (2010) | Superficie (km²) |
| ----- | ----------------------- | ---------------------- | ------------------ | ---------------- |
|       | Distretto di Guararé    | Guararé                | 10 381             | 216              |
|       | Distretto di Las Tablas | Las Tablas             | 27 146             | 698              |
|       | Distretto di Los Santos | La Villa de los Santos | 25 723             | 429              |
|       | Distretto di Macaracas  | Macaracas              | 9 021              | 504              |
|       | Distretto di Pedasí     | Pedasí                 | 4 275              | 385              |
|       | Distretto di Pocrí      | Pocrí                  | 3 259              | 280              |
|       | Distretto di Tonosí     | Tonosí                 | 9 787              | 1 294            |

Provincia di Panama
| Mappa | Distretto                   | Capoluogo        | Popolazione (2010) | Superficie (km²) |
| ----- | --------------------------- | ---------------- | ------------------ | ---------------- |
|       | Distretto di Balboa         | San Miguel       | 2 721              | 400              |
|       | Distretto di Chepo          | Chepo            | 46 139             | 2 989            |
|       | Distretto di Chimán         | Chimán           | 3 343              | 1 140            |
|       | Kuna de Madugandí (comarca) | Akua Yala        | 4 271              | 2 076            |
|       | Distretto di Panama         | Panama           | 880 691            | 2 561            |
|       | Distretto di San Miguelito  | Belisario Porras | 315 019            | 50               |
|       | Distretto di Taboga         | Taboga           | 1 119              | 13               |

Provincia di Panama Ovest
| Mappa | Distretto                | Capoluogo   | Popolazione (2010) | Superficie (km²) |
| ----- | ------------------------ | ----------- | ------------------ | ---------------- |
|       | Distretto di Arraiján    | Arraiján    | 220 779            | 170              |
|       | Distretto di Capira      | Capira      | 38 398             | 933              |
|       | Distretto di Chame       | Chame       | 24 471             | 353              |
|       | Distretto di La Chorrera | La Chorrera | 161 470            | 688              |
|       | Distretto di San Carlos  | San Carlos  | 18 920             | 337              |

Provincia di Veraguas
| Mappa | Distretto                  | Capoluogo            | Popolazione (2010) | Superficie (km²) |
| ----- | -------------------------- | -------------------- | ------------------ | ---------------- |
|       | Distretto di Atalaya       | Atalaya              | 10 205             | 157              |
|       | Distretto di Calobre       | Calobre              | 11 493             | 802              |
|       | Distretto di Cañazas       | Cañazas              | 16 830             | 800              |
|       | Distretto di La Mesa       | La Mesa              | 11 631             | 516              |
|       | Distretto di Las Palmas    | Las Palmas           | 17 566             | 1 006            |
|       | Distretto di Mariato       | Mariato              | 5 296              | 1 381            |
|       | Distretto di Montijo       | Montijo              | 6 572              | 2 202            |
|       | Distretto di Río de Jesús  | Río de Jesús         | 5 102              | 317              |
|       | Distretto di San Francisco | San Francisco        | 9 881              | 434              |
|       | Distretto di Santa Fé      | Santa Fé             | 15 585             | 1 943            |
|       | Distretto di Santiago      | Santiago de Veraguas | 88 997             | 971              |
|       | Distretto di Soná          | Soná                 | 27 833             | 1 531            |

Emberá-Wounaan
| Mappa | Distretto           | Capoluogo       | Popolazione (2010) | Superficie (km²) |
| ----- | ------------------- | --------------- | ------------------ | ---------------- |
|       | Distretto di Cémaco | Cirilo Guainora | 7 715              | 3 101            |
|       | Distretto di Sambú  | Río Sábalo      | 2 286              | 1 297            |

Ngäbe-Buglé
| Mappa | Distretto               | Capoluogo      | Popolazione (2010) | Superficie (km²) |
| ----- | ----------------------- | -------------- | ------------------ | ---------------- |
|       | Distretto di Besiko     | Soloy          | 23 532             | 637              |
|       | Distretto di Jirondai   | Samboa         |                    |                  |
|       | Distretto di Kankintú   | Bisira         | 33 121             | 2 420            |
|       | Distretto di Kusapín    | Kusapín        | 20 909             | 1 693            |
|       | Distretto di Mironó     | Hato Pilón     | 15 010             | 342              |
|       | Distretto di Müna       | Chichica       | 36 075             | 832              |
|       | Distretto di Nole Duima | Cerro Iglesias | 14 928             | 172              |
|       | Distretto di Ñürüm      | Buenos Aires   | 13 172             | 578              |

## Modifiche territoriali
Dopo il censimento del 2010 sono stati costituiti i distretti di Almirante (2015, scorporato dal distretto di Changuinola), Tierras Altas (2017, scorporato dal distretto di Bugaba) e Jirondai (2012, scorporato dal distretto di Kankintú) ed è stata istituita la provincia di Panama Ovest.